# 6526 Matogawa
6526 Matogawa (1992 TY) là một tiểu hành tinh vành đai chính được phát hiện ngày 1 tháng 10 năm 1992 bởi K. Endate ở Kitami.